# Communauté de communes Sumène Artense
Die Communauté de communes Sumène Artense (offizielle Schreibweise Communauté de communes Sumène - Artense, inoffizieller Name Sumène Artense Communauté) ist ein französischer Gemeindeverband mit der Rechtsform einer Communauté de communes im Département Cantal in der Region Auvergne-Rhône-Alpes. Der Verwaltungssitz ist im Ort Champs-sur-Tarentaine-Marchal.

## Mitgliedsgemeinden
Die 16 Mitgliedsgemeinden sind:
| Gemeinde                              | Einwohner 1. Januar 2022 | Fläche km² | Dichte Einw./km² | Code INSEE | Postleitzahl |
| ------------------------------------- | ------------------------ | ---------- | ---------------- | ---------- | ------------ |
| Antignac                              | 282                      | 16,02      | 18               | 15008      | 15240        |
| Bassignac                             | 222                      | 11,95      | 19               | 15019      | 15240        |
| Beaulieu                              | 84                       | 7,64       | 11               | 15020      | 15270        |
| Champagnac                            | 1.023                    | 28,01      | 37               | 15037      | 15350        |
| Champs-sur-Tarentaine-Marchal         | 1.028                    | 60,32      | 17               | 15038      | 15270        |
| Lanobre                               | 1.350                    | 40,99      | 33               | 15092      | 15270        |
| La Monselie                           | 119                      | 9,49       | 13               | 15128      | 15240        |
| Le Monteil                            | 269                      | 23,47      | 11               | 15131      | 15240        |
| Madic                                 | 204                      | 6,63       | 31               | 15111      | 15210        |
| Saignes                               | 821                      | 6,81       | 121              | 15169      | 15240        |
| Saint-Pierre                          | 146                      | 14,27      | 10               | 15206      | 15350        |
| Sauvat                                | 217                      | 14,48      | 15               | 15223      | 15240        |
| Trémouille                            | 169                      | 29,09      | 6                | 15240      | 15270        |
| Vebret                                | 514                      | 24,43      | 21               | 15250      | 15240        |
| Veyrières                             | 120                      | 13,67      | 9                | 15254      | 15350        |
| Ydes                                  | 1.633                    | 17,36      | 94               | 15265      | 15210        |
| Communauté de communes Sumène Artense | 8.201                    | 324,63     | 25               | –          | –            |